# Eleição para governador de Vermont em 2010
A eleição para governador do estado americano do Vermont em 2010 aconteceu em 2 de novembro de 2010. Vermont é um dos dois únicos estados onde o governador tem um mandato de dois anos (sendo o outro vizinho Nova Hampshire). A eleição primária foi realizada em 24 de agosto de 2010.
Em 27 de agosto de 2009, o governador republicano Jim Douglas, anunciou que não concorreria à reeleição.

## Primária Democrata
| Primária Democrata | Primária Democrata | Primária Democrata | Primária Democrata | Primária Democrata | Primária Democrata |
| Partido            | Candidato          | Votos              | %                  |                    |                    |
| Democrata          | Peter Shumlin      | 18.276             | 24,8%              |                    |                    |
| Democrata          | Doug Racine        | 18.079             | 24,6%              |                    |                    |
| Democrata          | Deborah Markowitz  | 17.579             | 23,9%              |                    |                    |
| Democrata          | Matt Dunne         | 15.323             | 20,8%              |                    |                    |
| Democrata          | Susan Bartlett     | 3.759              | 5,1%               |                    |                    |
| Democrata          | Brancos            | 560                | 0,8%               |                    |                    |
| ------------------ | ------------------ | ------------------ | ------------------ | ------------------ | ------------------ |

## Primária Republicana
| Primária Republicana | Primária Republicana | Primária Republicana | Primária Republicana | Primária Republicana | Primária Republicana |
| Partido              | Candidato            | Votos                | %                    |                      |                      |
| Republicano          | Brian Dubie          |                      | 100%                 |                      |                      |
| -------------------- | -------------------- | -------------------- | -------------------- | -------------------- | -------------------- |

## Primária do Partido Progressivo
| Primária do Partido Progressivo | Primária do Partido Progressivo | Primária do Partido Progressivo | Primária do Partido Progressivo | Primária do Partido Progressivo | Primária do Partido Progressivo |
| Partido                         | Candidato                       | Votos                           | %                               |                                 |                                 |
| Progressivo                     | Martha Abbott                   | 257                             | 69,6%                           |                                 |                                 |
| Progressivo                     | Brancos                         | 112                             | 30,4%                           |                                 |                                 |
| ------------------------------- | ------------------------------- | ------------------------------- | ------------------------------- | ------------------------------- | ------------------------------- |

## Resultado
Como a constituição do estado não permite que o governador seja eleito com menos de 50% dos votos, no dia 6 de janeiro de 2011, a assembleia geral do estado realizou uma votação para a escolha do novo governador, e, com 80% dos votos Peter Sumlin foi eleito governador.

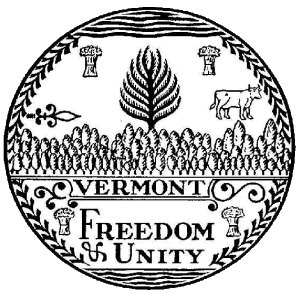
Selo de Vermont